# Wacław Russocki

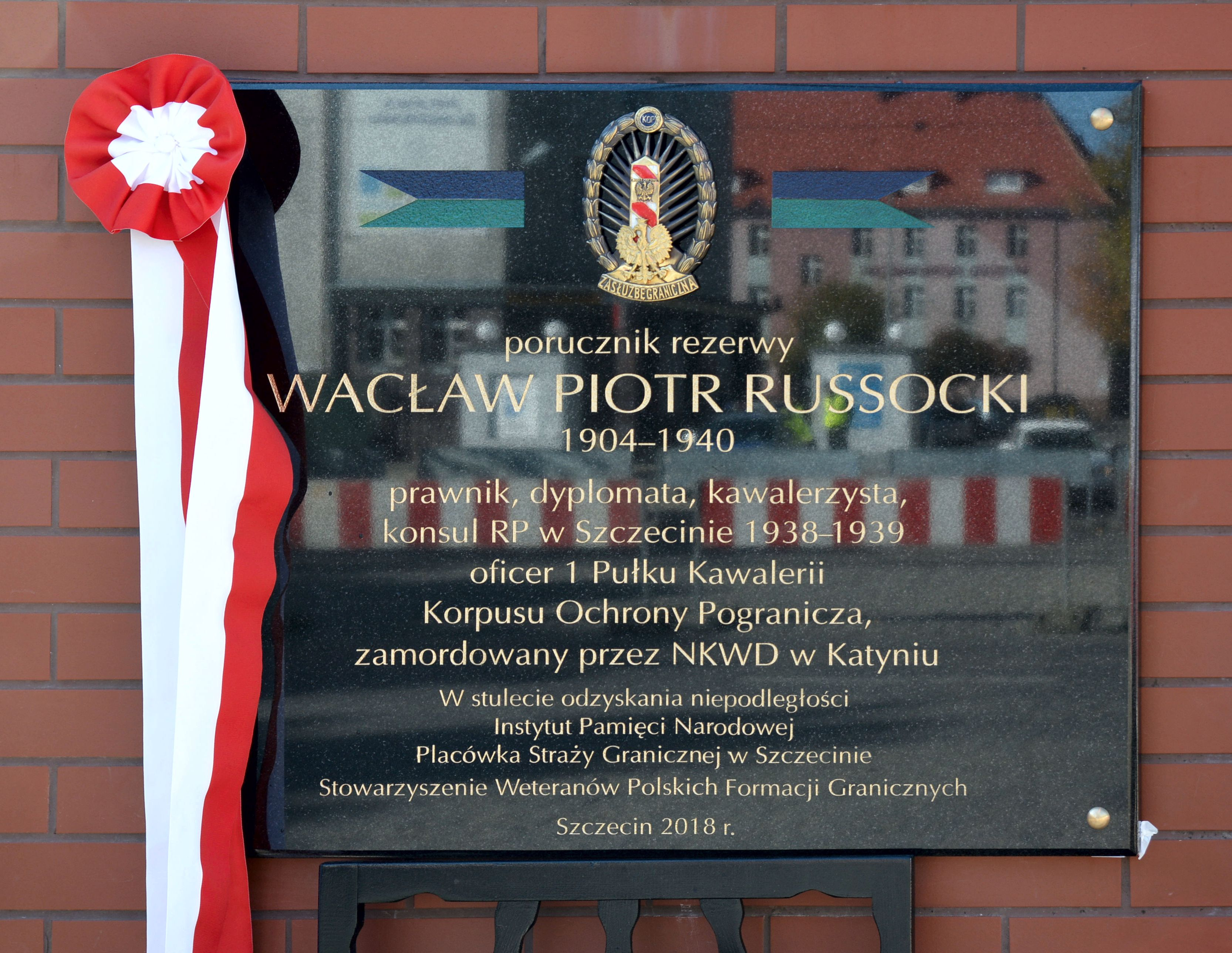
Tablica poświęcona Wacławowi Russockiemu na murze Placówki Straży Granicznej w Szczecinie

Wacław Piotr Russocki (ur. 19 maja 1904 w Stryju, zm. kwiecień/maj 1940 w Katyniu) – hrabia, polski prawnik i urzędnik konsularny, podporucznik kawalerii Wojska Polskiego.

## Życiorys
Syn hrabiego Włodzimierza Russockiego herbu Zadora i Heleny de Varnic Gnoińskiej. Absolwent wydziału prawa uniwersytetu poznańskiego.
Wstąpił do polskiej służby zagranicznej – pracował w ambasadzie w Rzymie (1928-1930), komisariacie generalnym w Gdańsku (1930-1933), w Ministerstwie Spraw Zagranicznych (1933-1938), m.in. jako kierownik referatu w Departamencie Politycznym (1935-1938), był konsulem i kierownikiem konsulatu w Szczecinie (1938-1939), gdzie został uznany przez władze niemieckie jako persona non grata.
Od 25 lipca 1927 do 25 kwietnia 1928 był uczniem Szkoły Podchorążych Rezerwy Kawalerii w Grudziądzu. Po ukończeniu szkoły odbył praktykę w 6 pułku ułanów w Stanisławowie. Na stopień podporucznika został mianowany ze starszeństwem z 1 stycznia 1935 w korpusie oficerów rezerwy kawalerii. Zmobilizowany do 1 pułku kawalerii KOP i przydzielony do 6. szwadronu na stanowisko dowódcy II plutonu.
W czasie kampanii wrześniowej 1939 roku dostał się do sowieckiej niewoli. Przebywał w obozie w Kozielsku. Wiosną 1940 roku został zamordowany przez funkcjonariuszy NKWD w Katyniu i tam pogrzebany. Od 28 lipca 2000 roku spoczywa na Polskim Cmentarzu Wojennym w Katyniu.
5 października 2007 roku Minister Obrony Narodowej Aleksander Szczygło mianował go pośmiertnie do stopnia porucznika. Awans został ogłoszony 9 listopada 2007 roku, w Warszawie, w trakcie uroczystości „Katyń Pamiętamy – Uczcijmy Pamięć Bohaterów”.
Od października 2018 jest patronem placówki Straży Granicznej w Szczecinie.

## Ordery i odznaczenia
- Srebrny Krzyż Zasługi[3]
- Order Świętych Jerzego i Konstantyna IV klasy[3]